# Ronald Perelman
Ronald Owen Perelman (Greensboro, 1º gennaio 1943) è un imprenditore statunitense, diventato miliardario investendo negli anni '80 (ricorrendo soprattutto alla leva finanziaria e facendosi la fama di essere uno dei più spregiudicati raiders) in società con interessi diversi: generi alimentari, sigari, liquirizia, trucco, autoblindo, fotografia, televisione, forniture da campeggio, sicurezza, giochi, gioielli, banche, pubblicazione di fumetti. Detiene quote significative in società come Deluxe Entertainment, Revlon,  SIGA Technologies, RetailMeNot, Merisant, Scantron, Scientific Games Corporation,  Valassis, vTv Therapeutics, Harland Clarke, Marvel Entertainment. È diventato grande collezionista d'arte, da Miró a Matisse sino ad Andy Warhol.
Nel 2020, in seguito al cattivo andamento dell'economia e alla pandemia del COVID-19, Parelman è stato costretto a liquidare molte delle sue proprietà, Nell'estate 2020 ha ceduto il 70% delle azioni di AM General, la società che produce autoblindo Humvee, il 39% di Scientifica Games, quadri, lo yacht e il jet, anche Revlon (guidato dalla figlia Debra) ha dovuto trovare un accordo con le banche per un debito di 3 miliardi di dollari con Citigroup. Nel 2018 il patrimonio di Parelman valeva 19,8 miliardi, nel settembre 2020 era sceso a 4,3 miliardi.

## Biografia
È nato nel 1943 a Greensboro, nella Carolina del Nord, figlio di Ruth (nata Caplan) e Raymond G. Perelman.  È cresciuto in una famiglia ebrea a Elkins Park, in Pennsylvania, ed è il nipote di immigrati lituani. Dirigeva con la famiglia la American Paper Products Corporation. Il primo importante affare di Perelman risale al 1961 durante il suo anno da matricola alla Wharton School. Lui e suo padre comprarono la Esslinger Brewery per 800.000 dollari, poi la vendettero tre anni dopo con un profitto di 1 milione di dollari. Alla fine Raymond ha lasciato l'azienda acquisendo Belmont Iron Works, un produttore di acciaio.
Perelman ha studiato alla Cheltenham High School di Wyncote, Pennsylvania, nel 1962. Da suo padre, Perelman ha imparato i fondamenti del business. Quando Ronald aveva undici anni, partecipava regolarmente alle riunioni del consiglio dell'azienda di famiglia. Un articolo del 2006 pubblicato su Forbes 400 lui ne parlava dettagliatamente. Perelman ha poi frequentato la Villanova School of Business per un semestre prima di laurearsi in economia alla Wharton School dell'Università della Pennsylvania. Sempre a Wharton, ha conseguito anche il master nel 1966.

### Belmont Industries
Durante il periodo presso la Belmont Iron Works (in seguito ribattezzata Belmont Industries) Perelman ha assistito suo padre in altri affari. La loro strategia generale era acquistare un'azienda, vendere divisioni superflue per ridurre il debito e generare profitti, riportare l'azienda al suo core business e venderla o mantenerla per il flusso di cassa. Nel 1978, dodici anni dopo che Perelman era entrato formalmente in Belmont Industries, ed era il vicepresidente, si sforzava ancora di ottenere più potere e influenza nella società. Finendo per creare un attrito con il padre, soprattutto dopo aver detto che non aveva intenzione di dimettersi presto. Alla fine Perelman si era dimesso trasferendosi a New York ma per i successivi sei anni padre e figlio si parlarono a malapena.

### MacAndrews & Forbes
Parelman ha effettuato l'acquisto di Cohen-Hatfield Jewelers nel 1978, il suo primo accordo come investitore indipendente libero dall'influenza del padre. Acquisizione resa possibile grazie ad un prestito da sua moglie, Faith Golding. Entro un anno, Perelman aveva venduto tutti i punti vendita dell'azienda, riportandola alla sua più redditizia attività nel settore dei gioielli all'ingrosso, guadagnando 15 milioni di dollari.
Perelman ha quindi acquisito MacAndrews & Forbes,  un distributore di estratto di liquirizia e cioccolato con un secolo di vita alle spalle. Ha affrontato la resistenza del management e degli investitori che hanno intentato una causa senza successo per impedire l'acquisizione, ma Perelman ha avuto la meglio. Nel 1983, Perelman ha iniziato a vendere obbligazioni per acquisire la restante quota del 66% in MacAndrews & Forbes Group Inc. Una volta trasformata in società privata, Perelman l'ha fatta diventare la sua holding di partecipazioni.
Sempre nel 1983, MacAndrews aveva acquisito Technicolor Inc e nel 1984, nonostante il debito obbligazionario, nel 1984, Consolidated Cigar Holdings Ltd. da Gulf & Western Industries, oltre a Video Corporation of America. Le divisioni della Technicolor Inc. furono vendute e, nel 1988, la sua attività principale fu ceduta a Carlton Communications per 6,5 volte il prezzo di acquisto. Utilizzando i proventi della vendita della divisione Technicolor, MacAndrews & Forbes ha acquistato una partecipazione del 20% in Compact Video Inc., una società di sindacato televisivo e cinematografico. L'acquisizione di controllo da parte di Ronald Perelman di Compact Video è avvenuta nel 1986.
Nel giugno 1985 MacAndrews ha preso il controllo di Pantry Pride Inc. Le sue tre catene di supermercati al dettaglio furono vendute in pochi mesi.

### La battaglia per Revlon
Sempre nel 1985, Perelman ha anche concluso il suo più grande affare: The Revlon Corporation. Finanziato con oltre 700 milioni di dollari in obbligazioni spazzatura dalla società di Michael Milken, Drexel Burnham Lambert, Pantry Pride si è offerta di acquistare una o tutte le 38,2 milioni di azioni in circolazione di Revlon per 47,5 dollari per azione quando il prezzo di mercato era di 45 dollari per azione. Dopo che la sua proposta iniziale era stata respinta, Perelman ha ripetutamente aumentato l'offerta fino a raggiungere i 53 dollari per azione, entrando ad un certo punto in concorrenza con le proposte di Forstmann Little & Company giunta ad offrire 56 dollari per azione. Ne è nata una breve battaglia di offerte fino a quando Perelman si è assicurato il controllo della Revlon con un'offerta di 58 dollari per azione. Un'acquisizione rivelatasi molto costosa: Perelman ha infatti pagato 1,8 miliardi di dollari agli azionisti di Revlon, ma ha anche pagato 900 milioni di dollari in altri costi associati all'acquisto.
Dopo l'acquisizione, Perelman ha ceduto quattro delle divisioni della Revlon: due vendute per 1 miliardo di dollari, la divisione Vision Care ceduta per 574 milioni di dollari e, nel 1988, la divisione National Health Laboratories è diventata una società di proprietà pubblica. Altre linee di trucco sono state acquistate per Revlon: Max Factor nel 1987 e Betrix nel 1989 (successivamente, nel 1991, sono state vendute a Procter & Gamble). Nonostante le cessioni e l'iniezione di milioni di dollari nella società, Revlon non è stata in grado di realizzare profitti per diversi anni. Solo all'inizio del 2007, ha registrato il primo trimestre redditizio rispetto ai precedenti 32.
Entro il 2012, Revlon era in ripresa e il suo reddito netto era cresciuto fino a 51,5 milioni di dollari. Nell'aprile 2014, Revlon era scambiato a 25,45 dollari per azione, passando da un minimo di 1,20 dollari per azione nel 2007. Una delle principali cause dei problemi finanziari di Revlon era dovuta al peso del debito derivante dall'acquisto dell'azienda da parte di Perelman. Alla fine dal del 2019, la società aveva incaricato Goldman Sachs di rivedere le alternative strategiche.

### Gillette e Four Star Television
Nel 1986, Ronald Perelman ha compiuto diversi tentativi per rilevare la Gillette Company, offrendo $ 4,12 miliardi di dollari e alla fine 5,7 miliardi di dollari. Poi, nell'ottobre 1987, Perelman ha ritirato l'ultima offerta. Nel 1988 ha ceduto Consolidated Cigar, quindi entro la fine del 1989, dopo aver rifinanziato le obbligazioni spazzatura in carico alla holding, Perelman ha acquisito la New World Entertainment, con Four Star Television di David Charnay che è diventata nello stesso anno un'unità di Compact Video. La maggior parte delle partecipazioni di film e home video del New World è stata venduta nel gennaio 1990 alla Trans-Atlantic Pictures, una società di produzione di nuova costituzione fondata da un consorzio di ex dirigenti del New World.
La MacAndrews & Forbes, la holding di partecipazioni (di cui Perelman era presidente e amministratore delegato), con interessi in un portafoglio diversificato di società pubbliche e private, ha poi incluso SIGA Technologies, VTV.

## Vita privata

### Matrimoni
Perelman è stato sposato cinque volte. Ha sposato l'erede della Sterling Bank, Faith Golding, nel 1965; il divorzio nel 1984. Il suo secondo matrimonio con la giornalista di gossip Claudia Cohen è durato dal 1985 al 1994. Ha quindi sposato la socialite Patricia Duff nel 1995 divorziando nel 1996. È stato poi sposato con l'attrice Ellen Barkin dal 2000 al 2006. Il 13 ottobre 2010, Perelman ha sposato la dottoressa Anna Chapman, psichiatra.

#### Faith Golding
Perelman ha incontrato la prima moglie, Faith Golding, nel 1965 durante una crociera in Israele. In quanto erede di una fortuna realizzata nel settore immobiliare e bancario, al momento del loro matrimonio Faith Golding controllava un patrimonio personale di circa 100 milioni di dollari. Adottarono tre bambini di nome Steven, Josh e Hope, e Faith diede alla luce un quarto figlio di nome Debra. Il loro matrimonio durò fino al 1984, quando Faith scoprì che Perelman aveva una relazione con una fiorista locale dopo che una fattura per un braccialetto Bulgari era stata inviata a casa loro invece che nell'ufficio di Perelman. Faith minacciò di affondare il tentativo di Perelman di privatizzare MacAndrews & Forbes nel 1983 rivendicando un terzo della proprietà a causa di un prestito bancario a suo nome. Ha inoltre dichiarato che Perelman ha truffato i proprietari della First Sterling Corporation (cioè lei) acquistando migliaia di dollari di regali per la fiorista con i soldi dell'azienda. Perelman ha negato tutte le accuse. La coppia ha risolto rapidamente il divorzio con un pagamento a Faith stimato superiore agli 8 milioni di dollari.

#### Claudia Cohen
Perelman ha incontrato la seconda moglie, Claudia Cohen, nel 1984 a Le Cirque. Hanno avuto una figlia insieme, Samantha, nel 1990. Nell'agosto 1993, Ron ha chiesto il divorzio. Per la separazione Claudia ha avuto oltre 80 milioni di dollari. Nel 2007, Claudia è morta dopo una battaglia segreta durata sette anni contro il cancro alle ovaie. Perelman ha rivelato durante il suo discorso al funerale che aveva saputo del tumore fin dall'inizio e ha commissionato privatamente un vaccino come parte dei suoi sforzi per curarla. Nel marzo 2008, Perelman è riuscito a far cambiare il nome di Logan Hall, che si trova presso l'Università della Pennsylvania, in Cohen Hall. Ha donato 20 milioni di dollari all'Università per rimodellare quello che ora è Perelman Quadrangle e far cambiare il nome di Logan Hall.

#### Patricia Duff
Patricia Duff è stata la terza moglie di Perelman. La coppia si è incontrata per la prima volta nella hall di un hotel di Parigi quando entrambi erano ancora sposati: Perelman con Cohen e Duff con Mike Medavoy. Duff, una volta divorziata, si convertì al giudaismo e sposò Perelman, il 25 gennaio 1995. Ha dato alla luce la quarta figlia, Caleigh Sophia, ancor prima che il matrimonio avesse luogo. Quando nel 1996 il matrimonio finì, la custodia di Caleigh divenne una questione importante. Dopo una lunga battaglia legale sull'affidamento, Perelman è diventato il tutore legale di Caleigh, ma Patricia ha ampi diritti di visita.

#### Ellen Barkin
Perelman ha incontrato la quarta moglie, l'attrice Ellen Barkin, a un after-party di Vanity Fair Oscar nel 1999. Dopo poco più di un anno di corteggiamento, i due si sono sposati nel giugno 2000. Tutti i resoconti indicano che il loro matrimonio di cinque anni è stato burrascoso a causa della carriera di attrice della Barkin e del suo continuo viaggiare. Il divorzio all'inizio del 2006. A seconda della fonti, gli alimenti annuali della Barkin variano da 2 milioni a 3 milioni di dollari e il pagamento totale da 20 milioni a 65 milioni di dollari. Alla fine del 2007, i due si sono citati in giudizio perché, in base all'accordo per il divorzio, Perelman doveva investire diversi milioni di dollari in una società di produzione cinematografica che Barkin e suo fratello George (aspirante sceneggiatore) avevano avviato. Perelman ha effettuato solo uno dei pagamenti, sostenendo che non c'erano prove che i due stessero effettivamente producendo film.

#### Anna Chapman
Perelman ha iniziato a frequentare la psichiatra Anna Chapman a metà del 2006. Nell'agosto 2010, hanno annunciato che stavano aspettando un bambino - il primo di lei, il settimo di lui - tramite una madre surrogata. Nell'ottobre 2010 si sono sposati, lei si è convertita al giudaismo. Alla fine di novembre 2010, la coppia ha celebrato la nascita del figlio, Oscar. In seguito, nel maggio 2012, la coppia in seguito ha avuto un secondo figlio, Ike.